# 廖塔區
14°41′38″S 74°07′27″W / 14.69389°S 74.12417°W
廖塔區（西班牙語：Distrito de Llauta），是秘魯的一個區，位於該國中南部阿亞庫喬大區的盧卡納斯省，始建於1929年4月8日，面積482.1平方公里，海拔高度2,667米，2005年人口1,573，人口密度每平方公里3.3人。